# 그리피스 대학교
그리피스 대학교(Griffith University)는 오스트레일리아(호주) 연구 중심 종합대학교로써, 5개의 캠퍼스가 골드코스트와 브리즈번에 있다. 300여개 이상의 학사, 석사 및 박사과정을 제공 하고 있다. 그리피스 대학교는 오스트레일리아 내 주요 혁신 우수대학들의 모임인 Innovative Research Universities에 속해있으며 현재 QS Top 50 Under 50 38위를 차지하고있다. 그리피스 대학교는 오스트레일리아에서 혁신적인 대학 교육기관중 하나로 지금까지 평가받고 있다. 현재 학부와 대학원을 다 합해서 총 학생수가 약 45,000명을 넘는다. 2010년 기준 예술·언어·범죄학, 경영, 교육, 공학·정보기술, 환경·설계·건축, 보건, 법학, 음악, 과학, 시각·창작예술의 10개 학문영역으로 구성되며 그 아래에 속한 여러 학부·스쿨·대학에서 300개 이상의 다양한 학부·대학원과정을 제공한다. 그 중 퀸즐랜드 음악 대학(Queensland Conservatorium)과 퀸즐랜드 예술 대학(Queensland College of Art)이 잘 알려졌으며 의학 법학 MBA 회계학 호텔경영학 경영학 항공학 분야의 명성이 높다.

## 역사
1971년 네이쓴에 그리피스 대학교가 설립되었다. 1975년에 4개의 단과대학 (Australian Environmental Studies, Humanities, Modern Asian Studies and Science)에 총 451명의 학생으로 개교하였다. 학교 이름은 퀸즐랜드 주지사와 오스트레일리아 초대 대법원장을 지내고 대학 설립에 공이 큰 새뮤얼 W.그리피스(Samuel Walker Griffith:1845∼1920)에서 따온 것이다. 1988년부터 오스트레일리아 최대의 예술대학인 퀸즐랜드 예술 대학, 마운트그라밧의 교육대학, 골드코스트 교육대학, 그리고 퀸즐랜드 음악 대학을 차례로 합병하여 지금의 그리피스 대학교가 되었다.

## MBA 과정
- 2011년 GMAA (The Graduate Management Association of Australia) 선정 MBA (International MBA 포함) 5등급 선정
- 2011년 ~ 2012년 Aspen's Institute 센터에서 열린 Beyond Grey Pinstripes Global이 조사한 Top 100 MBA 스쿨 26위 선정
- 2013년  Australian Financial Review BOSS Magazine MBA Survey 9위 선정
- 2015년 CEO MAGAZINE 발표 글로벌 MBA TOP 20 선정

## 캠퍼스
브리즈번(Brisbane) 교외에 있는 네이선(Nathan) 캠퍼스가 주 캠퍼스이며 유명건축가 로빈 깁슨이 설계했다. 그밖에 골드코스트(GoldCoast), 마운트그라밧(Mt. Gravatt), 로건(Logan), 브리즈번 도심의 사우스뱅크(South Bank)에도 캠퍼스가 있다. 사우스뱅크 캠퍼스에는 퀸즐랜드예술대학과 퀸즐랜드음악대학이 자리 잡았다.

## 주요 인사
정계에서 활동하는 졸업생이 많으며, 유명한 졸업생으로 하원의원인 저스틴 엘리엇(Justine Elliot), 퀸즐랜드 주 재무·통상장관인 앤드루 프레이저(Andrew Fraser) 등이 있다.
대한민국의 톱배우(?탑배우인가?) 정려원씨의 모교 이기도 하다

## 같이 보기
- 오스트레일리아의 대학 목록